# Bayas (Castrillón)
Bayas es una parroquia del concejo de Castrillón, en el Principado de Asturias (España). Alberga una población de 96 habitantes (INE 2011) en 63 viviendas. Ocupa una extensión de 6,25 km².
Está situada en la zona noroeste del concejo, a 8 km de la capital, Piedras Blancas. Limita al norte con el mar Cantábrico; al este con la parroquia de Naveces; al sur, con la de Santiago del Monte; y al oeste, con el concejo de Soto del Barco.
En los terrenos de esta parroquia, se encuentra el monumento natural de la isla de La Deva y el playón de Bayas.

## Poblaciones
Según el nomenclátor de 2009, la parroquia está formada por las poblaciones de:
- Bayas (pueblo) 43°34′34″N 6°01′30″O / 43.576171, -6.024933: 43 habitantes.
- Infiesta (lugar) 43°34′10″N 6°01′15″O / 43.569402, -6.020905: 34 habitantes.
- Muniellas (El Camín de Muniellas en asturiano) (lugar): 0 habitantes.
- Navalón (lugar) 43°34′21″N 6°01′50″O / 43.572503, -6.030425: 32 habitantes.
- El Pino (El Pinu) (lugar): 0 habitantes.
- El Plano (El Planu) (lugar): 2 habitantes.
- La Roza (L'Arandona) (lugar): 14 habitantes.
- El Sablón (El Camín de Sablón)(lugar): 0 habitantes.

Por su parte, el pueblo de Bayas se divide en los siguientes barrios:
- El Cueto (El Cuetu) 43°34′40″N 6°01′15″O / 43.577747, -6.020833: 29 habitantes.
- La Pedrera: 2 habitantes.
- El Padrón: 12 habitantes.